# Bernie Paul
Bernie Paul, właśc. Bernd Vonficht (ur. 12 lutego 1950 w Schweinfurt) – niemiecki piosenkarz stylu pop i producent muzyczny. Największe sukcesy odnosił na przełomie lat 70/80 ubiegłego stulecia.
Największe przeboje: "Lucky" (1979), "Oh No No" (1981), "Everybody's Rocking" (1979), "In Dreams" (1981), "Night After Night" (1981), "It's A Real Good Feeling" (1988), "Jessie Was A Dreamer" (1992).

## Dyskografia
Albumy
- 1979 – All Or Nothing (Ariola)
- 1981 – It's A Wild Life (Ariola)
- 1987 – Lucky (Supraphon)
- 1988 – Moments In Love (z Bo Andersen) (Ariola)
- 1990 – Carry On (z Bo Andersen) (Supraphon)
- 1996 – Oh No No (Spectrum)
- 1996 – Gold – My Favourite Songs (Ariola)
- 1997 – Lucky (Pepone Records)
- 1997 – The Best Of Bernie Paul (Immediate Music Corporation)
- 2002 – Einfach Relaxed (Ariola)
- 2008 – 30 Jahre Bernie Paul - 1978-2008 (Pepone Records)